# Junior Silva Ferreira
Junior Silva Ferreira (født 26. september 1994) er en brasiliansk fodboldspiller, som spiller for den japanske fodboldklub Kyoto Sanga FC.